# Supercopa de Italia 1998
La Supercopa de Italia 1998 fue la 11.ª edición de la Supercopa de Italia, que enfrentó al ganador de la Serie A 1997-98 la Juventus de Turín contra el campeón de la Copa Italia 1997-98, la S.S. Lazio. El partido se disputó el 29 de agosto de 1998 en el Estadio de los Alpes en Turín.
La Lazio ganó el partido, con resultado de 2-1, ganando la copa por su primera véz.

## Equipos participantes
| Juventus   |  |  |  | Campeón de la Serie A 1997-98     |
| S.S. Lazio |  |  |  | Campeón de la Copa Italia 1997-98 |

## Ficha del Partido
| 1          | POR        | Angelo Peruzzi        |     |
| 15         | DEF        | Alessandro Birindelli | 60' |
| 19         | DEF        | Igor Tudor            |     |
| 13         | DEF        | Mark Iuliano          |     |
| 17         | MED        | Gianluca Pessotto     |     |
| 20         | MED        | Alessio Tacchinardi   |     |
| 14         | MED        | Didier Deschamps      | 46' |
| 26         | MED        | Edgar Davids          | 77' |
| 21         | MED        | Zinedine Zidane       |     |
| 10         | DEL        | Alessandro Del Piero  |     |
| 9          | DEL        | Filippo Inzaghi       |     |
| Entrenador | Entrenador | Marcello Lippi        |     |

| 1          | POR        | Luca Marchegiani    |     |
| 24         | DEF        | Fernando Couto      | 77' |
| 6          | DEF        | Giovanni Lopez      |     |
| 11         | DEF        | Siniša Mihajlović   | 84' |
| 3          | DEF        | Stefano Lombardi    |     |
| 14         | MED        | Sérgio Conceição    |     |
| 23         | MED        | Giorgio Venturin    |     |
| 21         | MED        | Iván de la Peña     |     |
| 18         | MED        | Pavel Nedvěd        | 55' |
| 10         | DEL        | Roberto Mancini     |     |
| 9          | DEL        | Marcelo Salas       |     |
| Entrenador | Entrenador | Sven-Göran Eriksson |     |

| 11 | DEL | Daniel Fonseca  | 46' |
| 7  | MED | Angelo Di Livio | 60' |
| 6  | MED | Dimas Teixeira  | 77' |

| 20 | MED | Dejan Stanković  | 55' |
| 17 | DEF | Guerino Gottardi | 77' |
| 4  | MED | Dario Marcolin   | 84' |

| Anotado | 87' | Alessandro Del Piero | 1–1 |

| Anotado | 37' | Pavel Nedvěd     | 0-1 |
| Anotado | 94' | Sérgio Conceição | 1-2 |

| Expulsado | 64' | Filippo Inzaghi |  |

| Árbitro             | Roberto Bettin |
| Árbitros asistentes |                |
|                     |                |
| Cuarto Árbitro      |                |

| 1          | POR        | Angelo Peruzzi        |     |
| 15         | DEF        | Alessandro Birindelli | 60' |
| 19         | DEF        | Igor Tudor            |     |
| 13         | DEF        | Mark Iuliano          |     |
| 17         | MED        | Gianluca Pessotto     |     |
| 20         | MED        | Alessio Tacchinardi   |     |
| 14         | MED        | Didier Deschamps      | 46' |
| 26         | MED        | Edgar Davids          | 77' |
| 21         | MED        | Zinedine Zidane       |     |
| 10         | DEL        | Alessandro Del Piero  |     |
| 9          | DEL        | Filippo Inzaghi       |     |
| Entrenador | Entrenador | Marcello Lippi        |     |

| 1          | POR        | Luca Marchegiani    |     |
| 24         | DEF        | Fernando Couto      | 77' |
| 6          | DEF        | Giovanni Lopez      |     |
| 11         | DEF        | Siniša Mihajlović   | 84' |
| 3          | DEF        | Stefano Lombardi    |     |
| 14         | MED        | Sérgio Conceição    |     |
| 23         | MED        | Giorgio Venturin    |     |
| 21         | MED        | Iván de la Peña     |     |
| 18         | MED        | Pavel Nedvěd        | 55' |
| 10         | DEL        | Roberto Mancini     |     |
| 9          | DEL        | Marcelo Salas       |     |
| Entrenador | Entrenador | Sven-Göran Eriksson |     |

| 11 | DEL | Daniel Fonseca  | 46' |
| 7  | MED | Angelo Di Livio | 60' |
| 6  | MED | Dimas Teixeira  | 77' |

| 20 | MED | Dejan Stanković  | 55' |
| 17 | DEF | Guerino Gottardi | 77' |
| 4  | MED | Dario Marcolin   | 84' |

| Anotado | 87' | Alessandro Del Piero | 1–1 |

| Anotado | 37' | Pavel Nedvěd     | 0-1 |
| Anotado | 94' | Sérgio Conceição | 1-2 |

| Expulsado | 64' | Filippo Inzaghi |  |

| Árbitro             | Roberto Bettin |
| Árbitros asistentes |                |
|                     |                |
| Cuarto Árbitro      |                |

| Supercopa de Italia     |
|                         |
| Campeón Lazio 1º título |